# Fersmanite
La fersmanite è un minerale.